# 한국미술사학회
한국미술사학회는 한국 및 관계지역의 미술사에 관한 연구를 목적으로 1989년 9월 18일 설립된 대한민국 문화체육관광부 소관의 사단법인이다. 사무실은 서울특별시 관악구 봉천4동 875-7
하바드오피스텔 601호(우: 151-836)에 있다.

## 주요 사업
- 미술사에 관한 연구
- 미술사 관련문헌 및 자료 정리
- 학술지 창간
- 연구발표회, 강연회 개최